# Verbena brasiliensis
Verbena brasiliensis é uma espécie de planta com flor pertencente à família Verbenaceae. 
A autoridade científica da espécie é Vell., tendo sido publicada em Florae Fluminensis, seu, Descriptionum plantarum parectura Fluminensi sponte mascentium liber primus ad systema sexuale concinnatus 17. 1825.

## Portugal
Trata-se de uma espécie presente no território português, nomeadamente em Portugal Continental.
Em termos de naturalidade é introduzida na região atrás indicada.

## Protecção
Não se encontra protegida por legislação portuguesa ou da Comunidade Europeia.